# Філяково
Філяково — місто в окрузі Лученец Банськобистрицького краю. Протікає Чамовський потік.

## Населення
| Рік:            | 1994.  | 2004.   | 2014.   | 2024.    |
| --------------- | ------ | ------- | ------- | -------- |
| Кількість осіб: | 10 227 | 10 329  | 10 695  | 9623     |
| Різниця:        |        | +0,99 % | +3,54 % | -10,02 % |

| Рік:            | 2023. | 2024.   |
| --------------- | ----- | ------- |
| Кількість осіб: | 9683  | 9623    |
| Різниця:        |       | -0,61 % |